# Lepilemur
I Lepilemuri (Lepilemur I. Geoffroy, 1851) sono un genere di lemuri, endemici del Madagascar. Si tratta degli unici membri viventi della famiglia Lepilemuridae.

## Descrizione
Si tratta di lemuri di media taglia (45–65 cm), con code di media lunghezza, che a stento raggiungono la lunghezza del corpo.
Le varie specie sono accomunate dalla presenza di grandi occhi da animale notturno, di orecchie attaccate lateralmente rispetto al cranio, dal muso corto e conico, dalle forti zampe e dalla forma ad otre del corpo, dovuta al grande sviluppo dell'apparato digerente.

## Comportamento
Si tratta di animali notturni, solitari ed erbivori.

Vivono nella gran parte delle aree forestali del Madagascar, dove si muovono nottetempo compiendo ampi balzi fra le volte degli alberi, mentre trascorrono la giornata riposando in tronchi cavi od in grossi nidi comuni che essi stessi costruiscono.
Al suolo, i lepilemuri saltellano in modo simile ai canguri.

I lepilemuri difendono ferocemente il proprio territorio dagli intrusi dello stesso sesso: i territori dei due sessi, invece, spesso si sovrappongono nelle regioni di confine, oppure (essendo il territorio della femmina di dimensioni minori rispetto a quello del maschio) sono contenuti l'uno nell'altro.

### Alimentazione
Nonostante la somiglianza coi mustelidi che ha fruttato a questi animali il nome comune di lemuri-donnola, si tratta di animali prettamente erbivori, che si nutrono quasi esclusivamente di foglie.

### Riproduzione
La gestazione dura 4-5 mesi, al termine dei quali viene dato alla luce un unico piccolo.

## Tassonomia
In passato venivano riconosciute solo due specie di Lepilemur : L. mustelinus I. Geoffroy, 1851, diffuso nelle foreste pluviali del Madagascar orientale, e L. ruficaudatus Grandidier, 1867, presente nelle foreste decidue della parte occidentale e meridionale dell'isola.
Negli anni il numero delle specie note è andato crescendo e nel 2005 Groves riconosceva l'esistenza di 8 differenti specie: L. ankaranensis, L. dorsalis, L. edwardsi, L. leucopus, L. microdon, L. mustelinus, L. ruficaudatus e L. septentrionalis.
Da allora il numero delle specie note è ulteriormente aumentato, grazie soprattutto alle ricerche basate sulle tecniche di analisi di sequenza del DNA

.

In base a tali acquisizioni al genere Lepilemur vengono ascritte 26 specie (dato aggiornato all'aprile, 2009):

Areale delle varie specie di Lepilemur

- Lepilemur aeeclis[2] - lepilemure di Antafia
- Lepilemur ahmansonorum[3] - lepilemure di Ahmason
- Lepilemur ankaranensis[1] - lepilemure di Ankarana
- Lepilemur betsileo[3] - lepilemure betsileo
- Lepilemur dorsalis[1] - lepilemure dalla schiena grigia
- Lepilemur edwardsi[1] - lepilemure di Milne-Edwards
- Lepilemur fleuretae[3] - lepilemure di Fleurete
- Lepilemur grewcockorum[3] - lepilemure di Grewcock
- Lepilemur hollandorum[7]  - lepilemure di Holland
- Lepilemur hubbardorum[3] - lepilemure di Hubbard
- Lepilemur jamesi[3] - lepilemure di James
- Lepilemur leucopus[1] - lepilemure dai piedi bianchi
- Lepilemur microdon[1] - lepilemure dal collo chiaro
- Lepilemur milanoii[3] - lepilemure cerchiato
- Lepilemur mittermeieri[4] - lepilemure di Mittermeier
- Lepilemur mustelinus[1] - lepilemure mustelino
- Lepilemur otto[5] - lepilemure di Otto
- Lepilemur petteri[3] - lepilemure di Petter
- Lepilemur randrianasoli[2] - lepilemure di Randrianasolo
- Lepilemur ruficaudatus[1] - lepilemure dalla coda rossa
- Lepilemur sahamalazensis[2] - lepilemure di Sahamalaza
- Lepilemur scottorum[6] - lepilemure di Scott
- Lepilemur seali[3] - lepilemure di Seal
- Lepilemur septentrionalis[1] - lepilemure settentrionale
- Lepilemur tymerlachsoni[3] - lepilemure di Hawk
- Lepilemur wrighti -[3] lepilemure di Wright

### Sinonimi
- Lepilemur manasamody[5] è sinonimo di Lepilemur grewcockorum[3]

## Distribuzione e habitat
Le varie specie di lepilemure sono diffuse lungo quasi tutte le aree forestali della zona costiera del Madagascar.
L'areale di ogni specie è delimitato da barriere geografiche, rappresentate principalmente da fiumi, che limitano il flusso genico e facilitano la speciazione allopatrica, su una scala spaziale ben più piccola di quanto in precedenza ritenuto.
Per tale motivo l'areale di ogni specie non si sovrappone a quello delle specie congeneri, con l'eccezione di quelli di L. ankaranensis e L. milanoii, due specie di recentissima scoperta, diffuse in aree contigue nella parte settentrionale del paese.
I lepilemuri si sono adattati ad abitare ogni tipo di foresta presente sull'isola: dalla foresta decidua secca alla foresta pluviale, sia primaria che secondaria, dalla foresta spinosa alla foresta a galleria.